# توني روس
توني روس (بالإنجليزية: Tony Ross)‏ هو سياسي أمريكي، ولد في 5 فبراير 1953 في شايان في الولايات المتحدة. حزبياً، نشط في الحزب الجمهوري. وقد انتخب عضو مجلس ولاية وايومنغ وانتخب عضو مجلس نواب وايومنغ.